# Henk van der Bijl
Henk van der Bijl (Rotterdam, 24 maart 1925) is een voormalig Nederlands voetballer. De doelverdediger, die door de supporters kortweg Henkie Bijl werd genoemd, speelde van 1946 tot 1957 in het eerste van Feijenoord.

## Loopbaan
Van der Bijl werd als twaalfjarige jongen lid van Feijenoord. Hij maakte zijn debuut in het eerste op 22 september 1946, in een elftal met ervaren spelers als Bas Paauwe, Arie de Vroet en Jan Linssen. De stijl van Van der Bijl was roekeloos en spectaculair. Hij was niet bang om de bal voor de voeten van aanstormende aanvallers weg te plukken. Het leverde hem diverse blessures op, zoals een dubbele beenbreuk en herhaaldelijk een arm uit de kom. Hij speelde in totaal 198 competitiewedstrijden voor Feijenoord, waarvan 2 duels in de nieuw opgerichte Eredivisie in het seizoen 1956/57.
In 1957 verkaste Van der Bijl naar Fortuna Vlaardingen, waar hij in het seizoen 1957/58 nog 6 wedstrijden in de Eerste divisie speelde. In 1958 sloot hij daar zijn voetballoopbaan af. Vervolgens meldde hij zich als amateur aan bij Feijenoord. Naast zijn voetbalcarrière had Van der Bijl een herenmodezaak aan de Rotterdamse Kruiskade. Later was hij eigenaar van café Penny Pean aan de Meent.
In december 2023 was hij op uitnodiging van Feyenoord op 98-jarige leeftijd aanwezig bij een bekerwedstrijd tegen FC Utrecht.
Op 24 maart 2025 werd hij 100 jaar, de oudste Feyenoordspeler ooit.

## Foto's

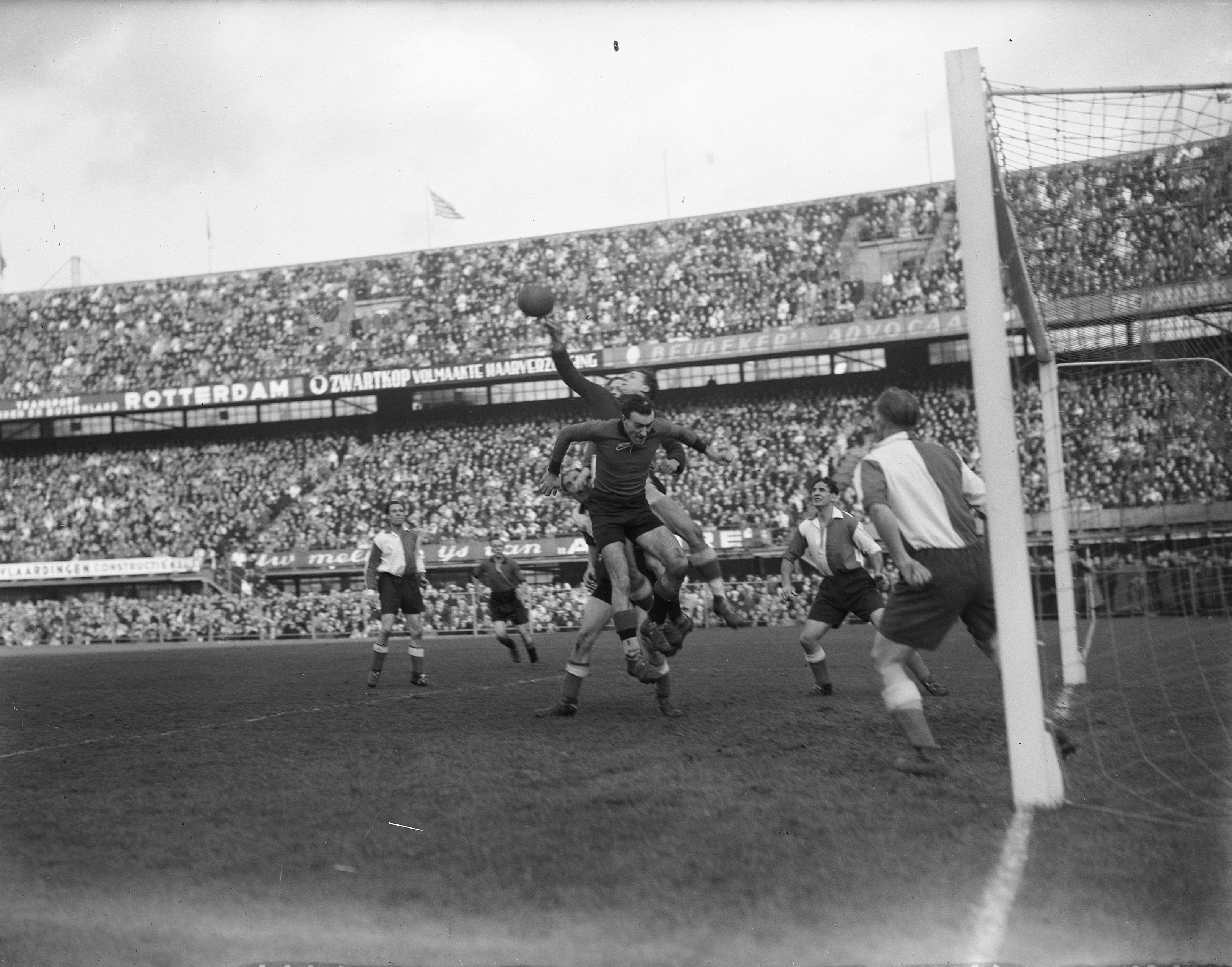
Feijenoord - EDO (1948)
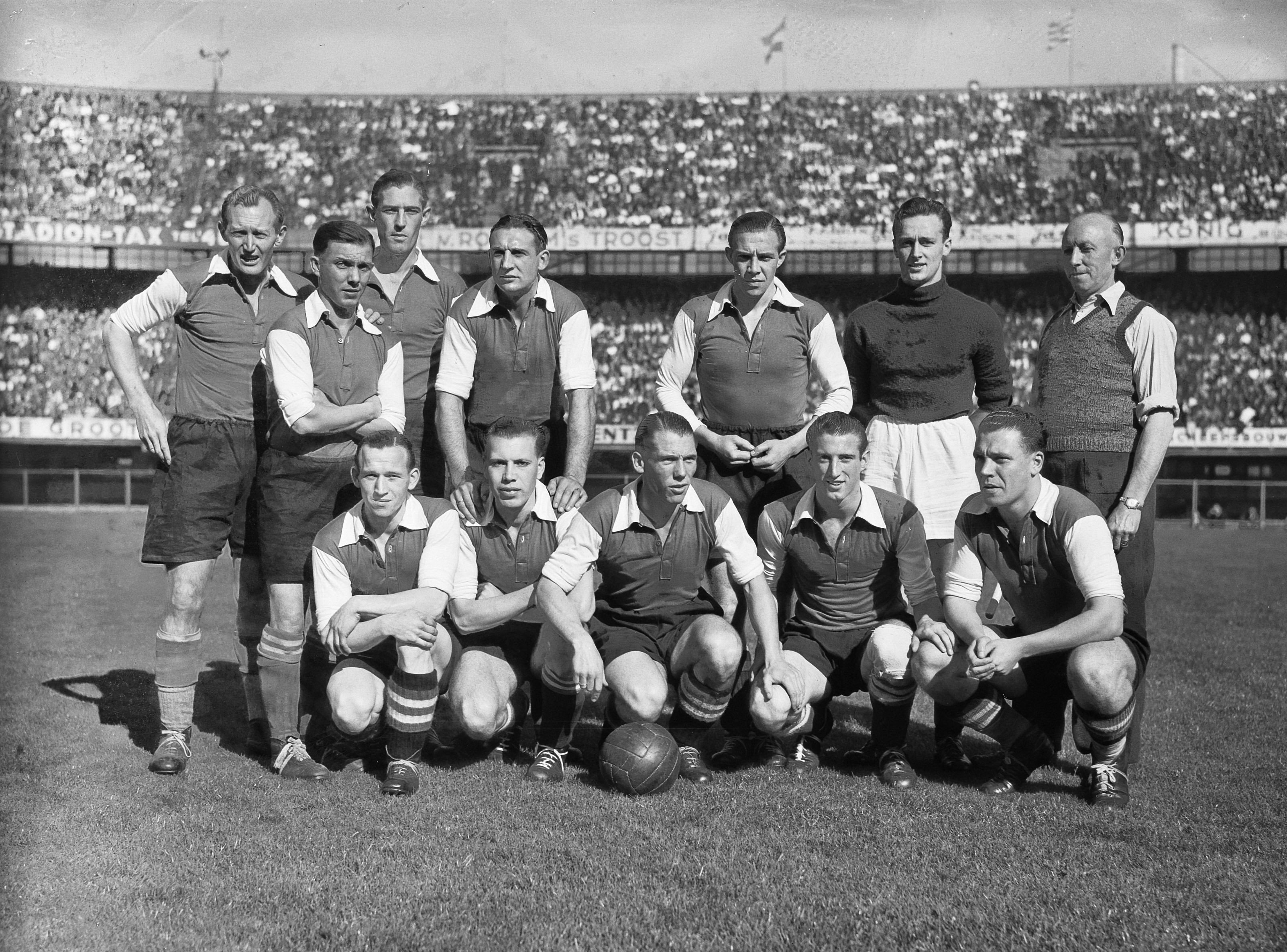
Elftal Feyenoord (1947)
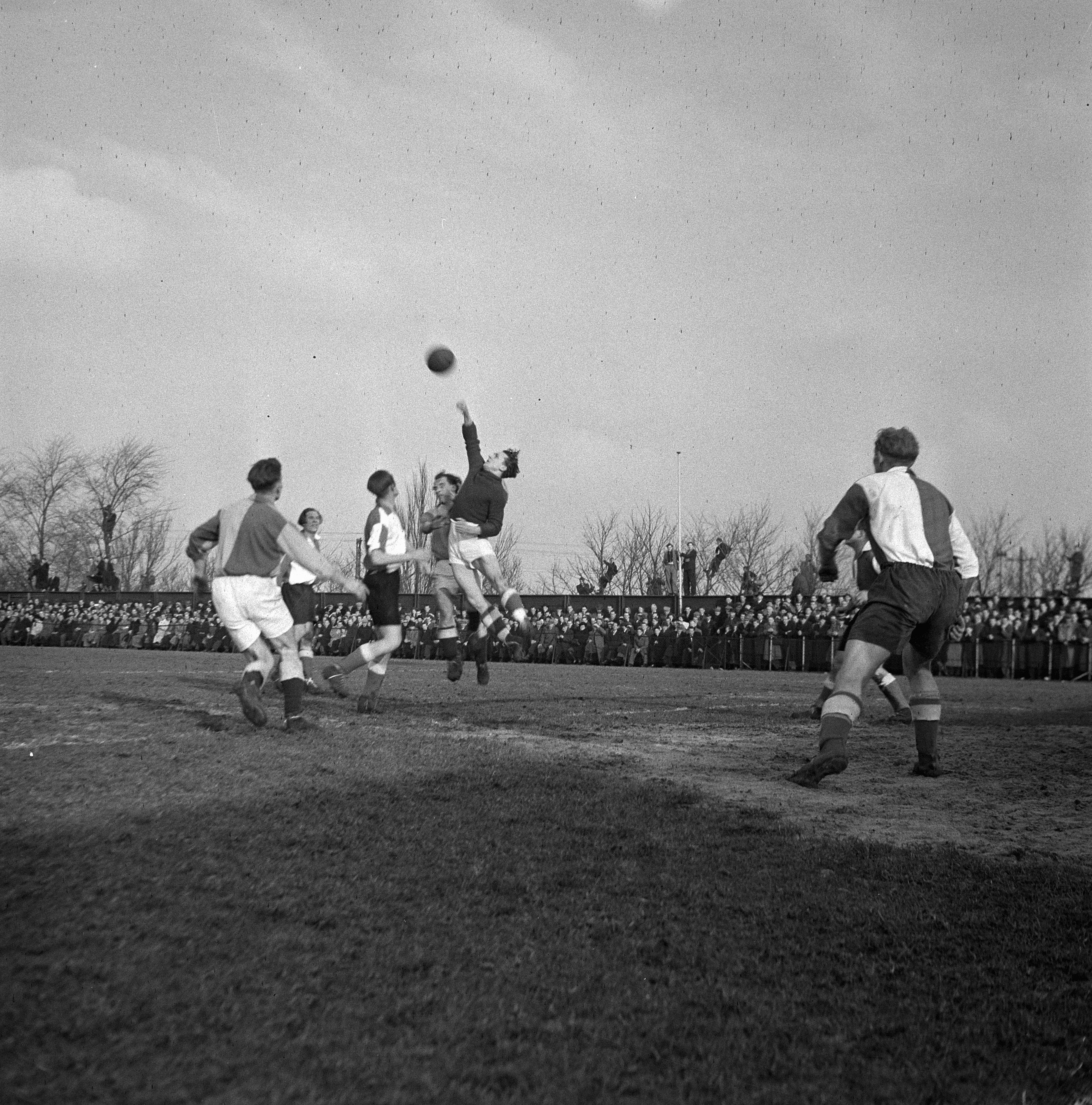
Van der Bijl komt uit (tegen DWS, 1948)